# Vincenzo Iaquinta
Vincenzo Iaquinta (nascut el 21 de novembre de 1979 a Cutro) és un exfutbolista italià que va jugar a la Juventus FC de 2007 a 2013.